# Isola di Montréal
L'isola di Montréal (francese:  Île de Montréal) è un'isola del Canada, localizzata sul fiume San Lorenzo, vicino alla confluenza con il fiume Ottawa, in Québec.
Essa è separata dall'Île Jésus dal Rivière des Prairies.

## Nome

Mappa della Nuova Francia (Champlain,1612).

Il primo nome in francese dato all'isola era l'ille de Vilmenon, indicato da Samuel de Champlain in una mappa del 1616, e derivava dal sieur de Vilmenon, un patrono dei fondatori del Quebec alla corte di Luigi XIII. Tuttavia, nel 1632 Champlain si riferì all'isola in un'altra mappa con il nome di Isle de Mont-real. L'isola prese il suo nome dal Monte Royal (in francese Mont Royal, poi pronunciato [mɔ̃rwɛjal]), e in seguito diede il nome alla città, che era stata chiamata originariamente Ville-Marie. 
In Kanien’kéha, l'isola è chiamata Tiohtià:ke Tsi(riferendosi alle rapidi di Lachine nel sudovest dell'isola) oppure Ka-wé-no-te. Mentre in Anishninaabemowin è chiamata Mooniyaang, che significa "il primo luogo di sosta". 

## Municipalità
- Baie-D'Urfé
- Beaconsfield
- Côte-Saint-Luc
- Dollard-des-Ormeaux
- Dorval
- Hampstead
- Kirkland
- Montréal
- Montréal-Est
- Montreal West
- Mount Royal
- Pointe-Claire
- Sainte-Anne-de-Bellevue
- Senneville
- Westmount